# Prambontergayang
Prambontergayang is een bestuurslaag in het regentschap Tuban van de provincie Oost-Java, Indonesië. Prambontergayang telt 7057 inwoners (volkstelling 2010).